# Pseudocalotes saravacensis
Espèce
Pseudocalotes saravacensis est une espèce de sauriens de la famille des Agamidae.

## Répartition
Cette espèce est endémique du Sarawak en Malaisie. 

## Étymologie
Son nom d'espèce, composé de sarava[k] et du suffixe latin -ensis, « qui vit dans, qui habite », lui a été donné en référence au lieu de sa découverte, le Sarawak.

## Publication originale
- Inger & Stuebing, 1994 : First record of the lizard genus Pseudocalotes (Lacertilia: Agamidae) in Borneo, with description of a new species. Raffles Bulletin of Zoology, vol. 42, no 4, p. 961-965 (texte intégral).